# 柏度·彭利拿
柏度·米格尔·德阿尔梅达·洛佩斯·彭利拿（葡萄牙語：Pedro Miguel de Almeida Lopes Pereira，1998年1月22日—），简称佩德罗·佩雷拉（葡萄牙語：Pedro Pereira），是一名葡萄牙職業足球員，現効力意甲球隊蒙扎。司職右閘。

## 球會生涯
2015年，彭利拿由本菲卡轉投意甲球會桑普多利亚。9月14日，他在對陣博洛尼亚時，首次代表球隊上陣。
2017年1月30日，彭利拿返回賓菲加效力，簽約至2022年。

## 榮譽
賓菲加
- 葡萄牙甲組足球聯賽：2016-17賽季

## 外部連結
- 柏度·彭利拿於ForaDeJogo的個人資料
- Soccerway資料庫：柏度·彭利拿
- 柏度·彭利拿[永久]於國家隊官方網站的資料 （葡萄牙文）